# Colico
Colico é uma comuna italiana da região da Lombardia, província de Lecco, com cerca de 7.700 habitantes.

## Geografia

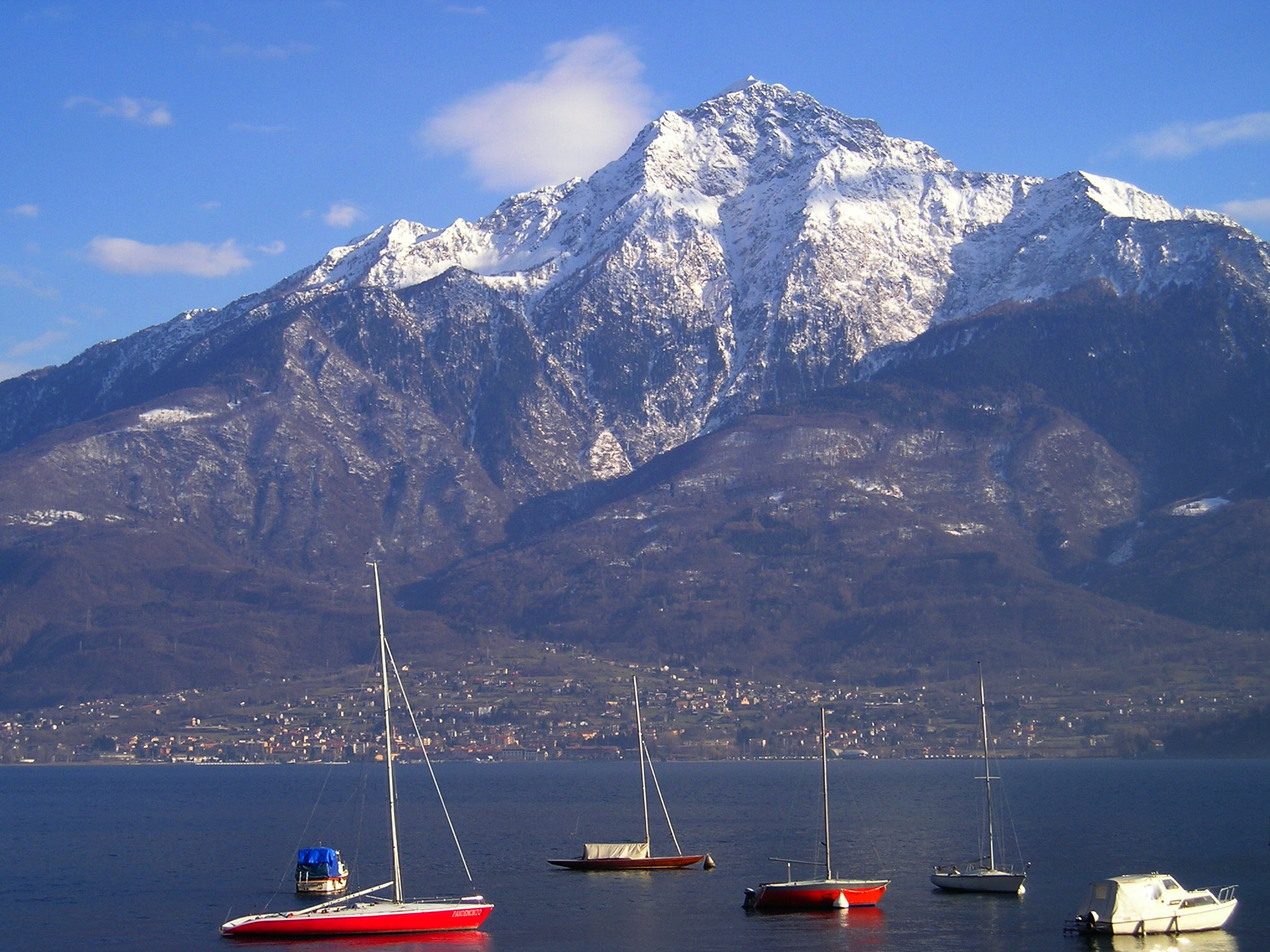
Monte Legnone visto de Domaso.

Colico estende-se por uma área de 35 km² a beira do Lago de Como, tendo uma densidade populacional de 179 hab/km². Faz fronteira com Consiglio di Rumo (CO), Delebio (SO), Domaso (CO), Dongo (CO), Dorio, Gera Lario (CO), Gravedona (CO), Musso (CO), Pagnona, Pianello del Lario (CO), Piantedo (SO), Tremenico, Vercana (CO).
A cidade situa-se no ponto mais setendrional do lado oriental do Lago de Como. Ao norte deságua o rio Adda no lago. Intercalado entre o rio Adda e o Lago de Mezzola encontra-se o Pian di Spagna, uma reserva natural de 1.500 hectares e uma das últimas regiões pantanosas da Europa.
Ao sul de Colico encontra-se o Monte Legnone com 2.609 m de altura.

## Demografia
| Variação demográfica do município entre 1861 e 2011                               |
|                                                                                   |
| Fonte: Istituto Nazionale di Statistica (ISTAT) - Elaboração gráfica da Wikipedia |

## Turismo

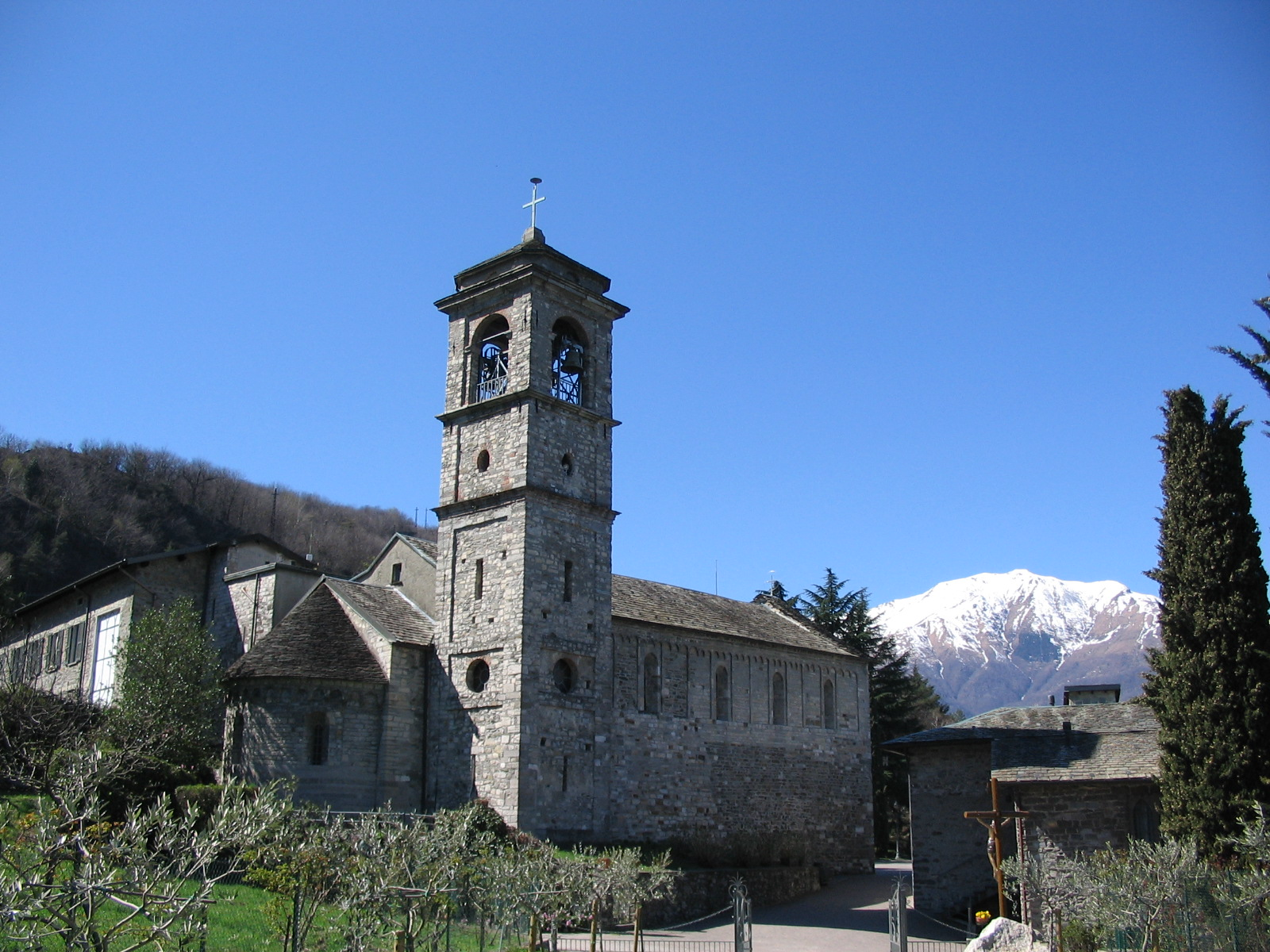
Igreja da Abadia de Piona.

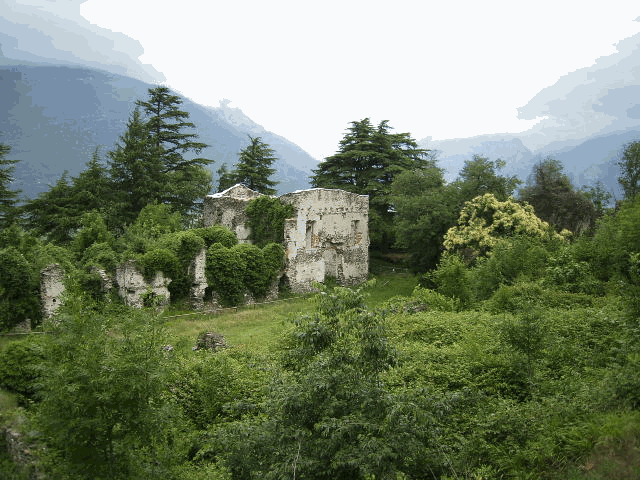
Ruína da igreja do Forte de Fuentes.

A Abadia de Piona (Abbazia di S. Maria di Piona) localiza-se no vilarejo Olgiasca na Península de Piona no perímetro urbano de Colico. Fundada inicialmente por monges da Ordem de Cluny, pertence hoje em dia a Ordem de Cister oriundos de Casamari. A abadia é famosa pela sua destilaria de líquores.
Ao norte da cidade encontra-se o Forte Montecchio, o único forte da Primeira Guerra Mundial aínda intacto. O forte é um caso único na Itália, tendo se preservado até os tempos atuais na sua forma original, inclusive seus canhões.
As ruínas do Forte de Fuentes localizam-se no promontório de Colico ao norte entre o Lago de Como e do rio Adda. Construído em local estratégico em 1603 pelo governador espanhol Pedro Enriquez de Acevedo Conde de Fuentes, o então governador espanhol do Ducado de Milano, para controlar os vales Valchiavenna a Valtellina. O forte tem 300 metros de comprimento e 125 metros de largura. Podem ser vistas as ruínas do palácio do governador, a casa da guarda, igreja, moinho, padaria, alguns tanques d´ água e depósitos subterrâneos. Em 1782 o forte foi abandonado e em 1796 ordenada sua destruição por Napoleão.
A região ao redor de Colico é bastante conhecida pelo vento Breva, um vento forte vindo do sul e considerado ideal para a prática de windsurf e de vela.
O Monte Legnone ao sul de Colico é apreciado por alpinistas, oferecendo vários refúgios, como os refúgios Scoggione, Bellano e R. dei Loria, nas suas caminhadas até pico.  As correntes de ar do vento Breva também possibilitam a prática de asa-delta a partir do Monte Legnone.

## Literatura
- Fohrer, Eberhard. Oberitalienische Seen. Erlangen: Michael-Müller-Verlag, 2ª edição, 2005, ISBN 3-89953-230-9
- Guia „Varenna Tourist Card“ da Associazione Operatori Turistici di Varenna, Regione Lombardia, 2007, Ass. Operatori Turistici Varenna

- Commons